# Necronectes michelini
Espèce
Necronectes michelini est une espèce fossile de crabes de la famille des Portunidae qui a vécu durant le Burdigalien (soit il y a environ 16 à 20,5 millions d'années).

## Découverte
L'holotype de Necronectes michelini, dont l'auteur n'avait que les pinces lors de sa description, provenait de dépôts miocènes de l'Anjou et dont les restes fossiles avaient été découverts à Sceaux-d'Anjou et faisaient partie de la collection d'Hardouin Michelin.

## Classification
Le nom valide complet (avec auteur) de ce taxon est Necronectes michelini (A. Milne-Edwards, 1860).
L'espèce a été initialement classée dans le genre Scylla sous le protonyme Scylla michelini A. Milne-Edwards, 1860,.
Necronectes michelini a pour synonymes :
- Cancer macrochelus Millet, 1854
- Scylla michelini A. Milne-Edwards, 1860

### Étymologie
Son épithète spécifique, michelini, lui a été donnée en l'honneur du paléontologue français Hardouin Michelin (1786-1867) qui possédait le spécimen à étudier dans sa collection.

### Publication originale
- Alphonse Milne Edwards, « Histoire des Crustacés podophthalmaires fossiles », Annales des sciences naturelles. Zoologie, Paris, 4e série, vol. 14,‎ 1860, p. 129-293 (ISSN 0150-9322, lire en ligne, consulté le 20 août 2024).